# Tomás Pina
Tomás Pina Isla est un footballeur espagnol, né le 14 octobre 1987 à Villarta de San Juan. Il évolue au poste de Milieu de terrain au Henan Songshan Longmen.

## Palmarès
Vierge